# أل أتكينسون (لاعب كرة قاعدة)
أل أتكينسون (بالإنجليزية: Al Atkinson)‏ هو لاعب كرة قاعدة أمريكي، ولد في 9 مارس 1861 في كلينتون في الولايات المتحدة، وتوفي في 17 يونيو 1952 في مقاطعة مكدونالد في الولايات المتحدة.

## وصلات خارجية
- أل أتكينسون على موقعبيزبول رفرنس.كوم (الدوري الرئيسي) (الإنجليزية)
- أل أتكينسون على موقعبيزبول رفرنس.كوم (الدوري الثانوي) (الإنجليزية)
- أل أتكينسون على موقع مشجعي الرسوم البيانية (الإنجليزية)